# Аноун
Аноун (яп. アンノーン Анно:н, англ. Unown) — покемон, существо из серии игр, манги и аниме «Покемон», принадлежащей компаниям Nintendo и Game Freak. Аноун впервые появился в играх Pokémon Gold и Silver, а затем и в различной рекламной продукции, спин-оффах, анимационной и печатной адаптациях франшизы.
Аноуны — покемоны, представляющие собой тонкие чёрные символы, часто встречающиеся на стенах. Существует 28 форм Аноунов: 26 из них олицетворяют 26 букв английского алфавита, 2 остальных — вопросительный и восклицательный знаки. Аноуны являются главными антагонистами в полнометражном аниме «Покемон: Заклятие Аноунов». Они также появлялись в игре Super Smash Bros. Melee и в манге Pokémon Adventures.
Аноуны в целом были приняты критиками отрицательно. IGN назвал их «возможно, самыми бесполезными покемонами из всех существующих».

## Дизайн и характеристики
Аноуны были созданы в 1999 году Кэном Сугимори для игр Pokémon Gold и Silver, вышедших на консоли Game Boy Color. Вначале эти покемоны задумывались как представители внеземной жизни, но когда художники начали рисовать их, Аноуны стали похожими на буквы алфавита.
Аноуны — похожие на иероглифы, тонкие, чёрные символы, обычно расположенные на стенах. В соответствие с сеттингом вселенной «Покемона», каждая из форм Аноунов имеет свои уникальные способности.

## Реакция и отзывы
В журнале Variety Аноуны были названы «совершенно абстрактными» покемонами, у которых отсутствует привлекательность, присущая другим видам. IGN писал об Аноунах как о «возможно, самых бесполезных покемонах из всех существующих», замечая, что другие слабые покемоны, в отличие от Аноунов, затем эволюционируют в более сильных. Также было отмечено, что Аноуны интересны только детям, которые хотят с помощью них написать в игре ругательства. 1UP.com поставил их на пятое место в своём списке «самых отстойных покемонов» во франшизе, описывая их как «глупых» и «бесполезных» для внутриигровых сражений покемонов. GamesRadar назвал Аноунов «довольно ужасными».
Однако в подкасте на 1UP FM за 28 августа 2008 года ведущий утверждал, что хотя Аноуны и странные, они нравятся детям, а также добавляют «ещё один уровень сумасшествия» людям, которые заинтересованы в том, чтобы собрать всех покемонов. В 2006 году Аноунов использовали, чтобы объяснить студентам основы биологической систематики и филогенетики. Результаты были найдены «весьма обнадёживающими».